# Щитник черноусый
Щитник черноусый (лат. Carpocoris purpureipennis) — вид клопов из семейства щитников.

## Описание

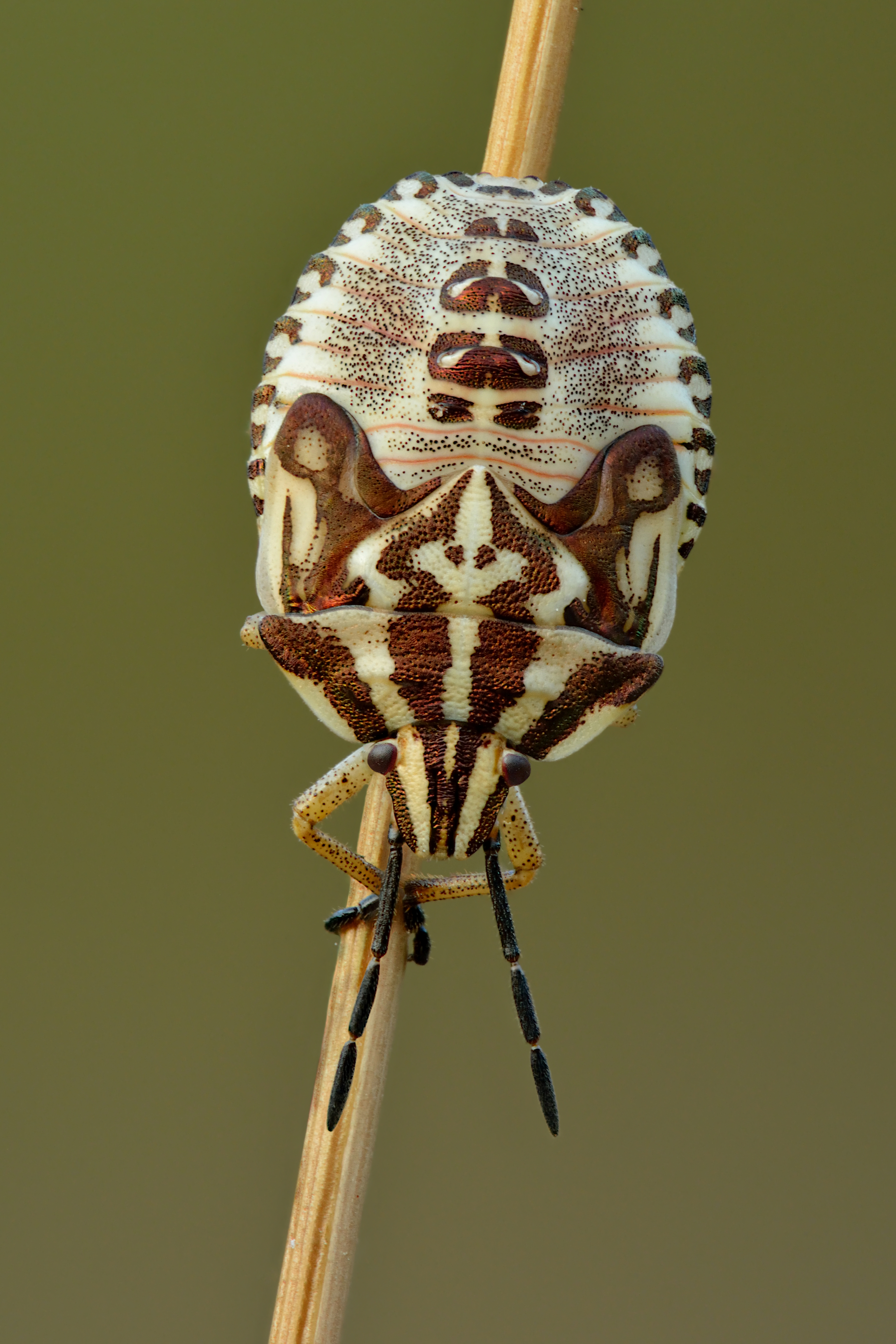
Нимфа

Тело длиной 10—14 мм. Окраска варьируется от грязно-жёлтой до красновато-бурой. Усики чёрные, только первый членик рыжий с чёрным штрихом. Боковые углы переднеспинки приподнятые, вытянутые в короткие острия. Вдоль бокового края проходит широкая чёрная полоса. Отверстия пахучих желез удлинённые.

## Распространение
Вид распространен по всей Евразии. Встречается часто на лугах, обочинах дорог, на опушках лесов. Отмечен и как переносчик бактериоза семян сои.
В конце мая—начале июня насекомые переселяются на различные травянистые растения семейств злаковые (Роасеае), бобовые (Fabaceae), капустовые (Brassicaceae) и астровые (Asteraceae). На этих растениях происходит дальнейшее питание имаго, кладка яиц и развитие личинок. Во второй половине лета клопы нового поколения и личинки старших возрастов питаются соками плодов малины, смородины, а также соками семян травянистых растений. В конце августа—сентябре клопов вновь можно встретить на древесно-кустарниковой растительности.
Взрослые клопы и личинки — полифаги, могут повреждать бобовые, семенники свеклы, капусты, моркови, малину, смородину, клубнику, картофель, редьку, пшеницу, яблоню.
Яйца клопов часто имеют форму крохотного бочонка с крышечкой. Сначала они зеленоватые, или кремовые, а позже становятся чёрными.